# Volesvres
Volesvres település Franciaországban, Saône-et-Loire megyében. Lakosainak száma 661 fő (2022. január 1.). Volesvres Saint-Vincent-Bragny, Champlecy, Hautefond, Paray-le-Monial, Saint-Aubin-en-Charollais és Saint-Léger-lès-Paray községekkel határos.

## Népesség
A település népessége az elmúlt években az alábbi módon változott:
| Lakosok száma | 621  | 613  | 632  | 607  | 621  | 632  | 644  | 650  | 661  |
|               | 2013 | 2015 | 2016 | 2017 | 2018 | 2019 | 2020 | 2021 | 2022 |